# Saint-Sornin (Allier)
Saint-Sornin je francouzská obec v departementu Allier v regionu Auvergne. V roce 2011 zde žilo 231 obyvatel.

## Sousední obce
Buxières-les-Mines, Deux-Chaises, Chappes, Chavenon, Le Montet, Rocles

## Vývoj počtu obyvatel
Počet obyvatel 